# Urusza
Urusza (ros. Уруша) – osiedle typu miejskiego w Rosji, w obwodzie amurskim, w rejonie skoworodińskim. W 2010 liczyło 3777 mieszkańców.